# Palazzo Nani
Palazzo Nani è un edificio signorile del centro storico di Venezia, ubicato lungo la fondamenta di Cannaregio.

## Storia
Il complesso fu costruito nel Cinquecento per diventare residenza della famiglia Nani del ramo "di Cannaregio" (più tardi Nani Mocenigo). Già verso gli anni ottanta dello stesso secolo fu rimaneggiato su progetto di Alessandro Vittoria, al quale si deve soprattutto la decorazione interna.
Nel suo periodo d'oro il palazzo fu sede di una ricca collezione d'arte, costituita da reperti di epoca romana; proprio ai lati del portale d'ingresso erano collocate due grandi statue di consoli.
I Nani vi rimasero sino al 1810, quando si trasferirono a San Trovaso nel palazzo Barbarigo Nani Mocenigo. Negli anni successivi cominciò a decadere, subendo gravi manomissioni: 1859 fu occupato dall'esercito austriaco che lo convertì in caserma, quindi venne adibito a istituto scolastico. Frattanto i pezzi della collezione venivano gradualmente alienati e dispersi.
Nel 2021, dopo un importante lavoro di restauro e conservazione, firmato dall'architetto italiano Marco Piva, è diventato un albergo della catena Radisson Collection Hotel.

## Descrizione
Palazzo Nani si sviluppa su tre livelli (compreso il piano terra) più mezzanino.
La facciata, oggi piuttosto disadorna, risulta asimmetrica a causa dei pesanti interventi ottocenteschi che hanno ampliato l'edificio verso destra. A parte ciò, la forometria è molto regolare, basata su cinque assi con quello centrale evidenziato, ai livelli superiori, da delle semplici quadrifore (quelle dei piani nobili presentano balconi in aggetto). Ai fianchi della quadrifora del primo piano sono collocati due stemmi lapidei.
Si lega all'intervento del Vittoria la ricca decorazione interna, con stucchi e affreschi ancora ben conservati nel portego del primo piano.
Il palazzo era completato da un giardino, la cui area è oggi edificata.